# 约凯拉校园枪击事件
60°32′56″N 24°57′49″E / 60.54889°N 24.96361°E
约凯拉校园枪击事件在2007年11月7日发生于芬兰新地区图苏拉市镇約凱拉区的公立中学约凯拉中学（Jokelan koulukeskus）中。
该次事件导致了9人死亡：6名学生（5男1女）、校长、校护及凶手自己。在事件发生前的几个小时，凶手将一段视频发表在了YouTube网站上，预言了该次校园大屠杀。
这是芬兰校园中发生的第二次枪击事件。另一次事件在1989年发生于劳马的劳曼梅里学校。当时一名14岁的学生射杀了他的两名同学。

## 时间线
在当地时间（UTC9时44分）11时44分左右，持枪者佩卡-埃里克·奥维宁开了第一枪。大部分的死者都在学校的入口走廊处被发现，包括最后自杀的凶手奥维宁；中学的校长海伦娜·卡尔米（Helena Kalmi）也死于该处。11时44分奥维宁开枪后不久，她曾通过扩音器下达了命令，要求全体学生和教师应锁好教室门并留在室内。然而她自己却没有这样做，而是站在了凶手的必经之路上，并试图劝说他投降。她为此牺牲了自己但却救了其他人。
巡逻队在上午11时55分抵达，芬兰的特种装备部队（Karhun ryhmä）也随即抵达，并开始包围整所学校。在警察发出投降的命令后，凶手以一次开枪回应，但没有警察中弹。凶手曾游走于走廊中，并敲击每间教室的门，然后对着门开火。他似乎是在随意射擊人们的头部，且没有放过校长及一名校护：她们俩是除学生外唯一的受害者。
据报道，总共有九人命丧枪口之下。其中有五名男生及一名女生，以及凶手本人。至少一名以上的人员受到了枪伤，并有11人在从学校建筑逃跑的过程中被玻璃碎片划伤。
事件在凶手调转枪头指向自己时出现了转机，在当地时间12时4分时凶手向自己的头部开枪，并造成了致命伤害。谨慎预防还有另一名凶手的警察队伍，直到16时才完成了对整座建筑的搜寻与安全防卫。警察们至始至终都未开一枪。

## 武器
曾被媒体描述为某种“小口径手枪”的武器，是一把SIG Mosquito的.22 LR手枪奥维宁在2007年10月19日注册并获得了该枪的合法持枪证。据报道，因为使用小口径武器的缘故，凶手在近距离平射射程（point-blank range）处射杀了受害者。 凶手是当地枪支俱乐部的一名成员，无犯罪前科。
在芬兰的枪支许可法规中，除非有合理理由要求更强劲的枪支口径，业余射击运动都应从.22口径的武器开始。警察不得限令该项运动必须在俱乐部或其他地点进行；在使用低危害武器的情况下，许可的决定可完全地取决于申请者自己提交的信息。然而，射击俱乐部的成员资格依然被视作一种有风险的管理。

## 佩卡-埃里克·奥维宁

凶手佩卡-埃里克·奥维宁，图片来自一段他本人在行凶之前发在互联网上的视频。衣服上的文字意为“人性被高估了”。

凶手为该校的一名18岁男生，名叫佩卡-埃里克·奥维宁（Pekka-Eric Auvinen）。他在自己YouTube用户页将自己描述为“一个玩世不恭的存在主义者、反人类的人文主义者、反社会的社会达尔文主义者、现实的理想主义者与神圣的无神论者”根据他同学的叙述，他很安静少言，但并非不合群。一些学生说，他曾经是校園欺凌的受害者。但他的一位同窗加儿时好友则称他在学校从未受过欺凌。在该次校园枪击事件的前几周，他才获得了持枪许可证。奥维宁是当地枪支俱乐部的一名成员。根据他老师的叙述，奥维宁的学习处于中等偏上的水平，并对历史、哲学以及极右和极左翼运动抱有兴趣。
在枪击事件发生后，奥维宁因自己造成的头部伤害而昏迷不醒。他随后被送到了赫尔辛基大学中心医院的蝶略（Töölö）医院接受治疗，但在当晚的22时14分因伤势过重死亡。
奥维宁的一家居住在约凯拉。他的父亲是一名业余音乐人，他的母亲是图苏拉市镇议会的一名候补议员。

### 自制影片
佩卡-埃里克·奥维宁曾在枪击事件发生的几个小时前将一段名为“约凯拉高中大屠杀－11／7／2007”的视频片段上传到YouTube以宣布该次“大屠杀”。KMFDM的“流弹”（Stray Bullet）被用作背景音乐。奥维宁在枪击事件发生的几周前还陆续上传了一些用自己的新枪射击的影片。在事件发生几个小时后，YouTube以违反用户协定的理由封停了他的账号“sturmgeist89”。在2007年3月到10月间，奥维宁曾以“naturalselector89”为注册名在YouTube上发表过视频，直到该账号被禁止。他上传的许多视频都与枪击与暴力事件有关，其中有哥伦拜恩校园事件、韦科慘案、东京沙林毒气袭击及伊拉克战争中的爆炸镜头。
根据奥维宁本人的个人档案，他喜好自然选择说并对人性充满仇恨。根据他在YouTube的个人页面，他不希望任何人或物因枪击而受谴责，“无论是书籍、电脑游戏，抑或任何事”，而且他已“在自己的脑海”裡计划好了某件事。
在他的网站上，他还发表了一段文字，以解释自己此次枪击行动的行为和动机。其中包括了袭击的详细计划、一份声明、他的“爱与恨”、他自己的一些照片以及一段他用手枪开火的视频。“我已经准备好了为自己的理由战斗至死，”他用网名“Sturmgeist”在一篇贴文中这样写道，“我，作为一名自然选择者，会除去那些我认为让人类蒙羞的不合格者以及自然选择的失败者。”在德语裡，“Sturmgeist”的意思是“风暴恶魔”或“风暴之灵”。

### 调查
据警方披露的枪击案细节，奥维宁在20分钟内发射了69发（一说76发）子弹，并携带有500发弹药。同时，亦发现学校二楼的墙壁和地板上被喷灑了可燃液体，据猜测奥维宁可能计划焚烧约凯拉中学。警方还发现奥维宁的遗书，并发现了他在在互联网上发布的89段血腥视频。

## 对事件的响应
芬兰 - 在事件发生的第二天，芬兰在全国降半旗致哀；芬兰政府在会议开始前为遇难者默哀；芬兰总理马蒂·万哈宁代表他的政府致以“衷心的哀悼”。芬兰国家教育委员会下达了如要与学生讨论该次枪击事件，必须要有父母在场的规定。
芬兰总统塔里娅·哈洛宁也为此事致哀。
 爱沙尼亚 - 托马斯·亨德里克·伊尔韦斯总统代表爱沙尼亚人民向哈洛宁总统致电哀悼，他说他为这次事件感到震惊及悲哀。
 冰島 - 奥拉维尔·拉格纳·格里姆松总统代表冰岛人民向哈洛宁总统致电哀悼。
 挪威 - 哈拉尔国王在周四（2007年11月8日）向哈洛宁总统致电哀悼。“当我得知昨天在图苏拉镇约凯拉中学发生惨剧的新闻后悲痛不已，这让许多生命在无意义中消失。我代表自己向阁下致以我衷心的哀悼，向消失的生命及所有芬兰人民致以我诚挚的同情。”
 瑞典 - 卡尔·古斯塔夫国王致电哀悼，并将该次枪击事件描述为一次恐怖的事件。“不幸的是，这类事件正在向全世界蔓延。这仅是一个个案，”国王在呂勒奧的一次新闻会议中谈到。
 欧盟 - 欧洲委员会主席若泽·曼努埃尔·巴罗佐在对万哈宁总理发送的一封电文中谈到，他为“得知该次校园恐怖谋杀事件而感到震惊与深切的悲哀”。